# Lora del Río
Lora del Río is een gemeente in de Spaanse provincie Sevilla in de regio Andalusië met een oppervlakte van 294 km². In 2007 telde Lora del Río 19.194 inwoners.

## Demografische ontwikkeling
Bron: INE; 1857-2011: volkstellingen

## Geboren
- Kevin López (12 juni 1990), atleet